# Luciana Frassati
Luciana Frassati-Gawronska (Pollone, 18 agosto 1902 – Pollone, 7 ottobre 2007) è stata una scrittrice e centenaria italiana, sorella del beato Pier Giorgio Frassati e moglie del diplomatico polacco Jan Gawronski.

## Biografia
Figlia della pittrice biellese Adelaide Ametis e di Alfredo Frassati (cofondatore de La Stampa di Torino), si laureò in giurisprudenza a Torino nel 1923. Due anni dopo, il fratello Pier Giorgio Frassati morì di poliomielite fulminante. Nello stesso anno, conobbe e sposò il diplomatico polacco Jan Gawronski, all'epoca segretario dell'ambasciata di Polonia nei Paesi Bassi. Il 10 giugno 1939 ebbe un colloquio con Benito Mussolini, a cui espose il proprio dispiacere per il peggioramento delle relazioni diplomatiche italo-polacche: secondo Claretta Petacci, gelosa, tra i due ci fu anche un incontro intimo, teoria avvalorata dallo storico Mimmo Franzinelli.
Grazie anche alla diplomazia del marito, molto delicata durante la Seconda guerra mondiale, Luciana Frassati si distinse per numerosi e importanti attività antinaziste, in Polonia. La coppia ebbe sette figli: Helena (7 giugno 1926) Alfredo (19 settembre 1927), Wanda (28 ottobre 1929), Giovanna (26 agosto 1931), Maria Grazia (27 aprile 1933), Jas (7 febbraio 1936) e Piotr Jerzy (nato e morto nel 1938). Jas Gawronski è divenuto un famoso giornalista, conduttore televisivo negli anni ottanta, nonché uomo politico (eletto al Parlamento europeo).
Luciana Frassati morì nel suo stesso paese natìo, e cioè a Pollone, in provincia di Biella, in Piemonte, all'età di 105 anni. I funerali avvennero il 9 ottobre 2007 nel Duomo di Torino, cioè vicino alla tomba del fratello Beato Pier Giorgio, le cui reliquie erano state traslate dal cimitero di Pollone al Duomo di Torino nel settembre del 1990. La salma di Luciana Frassati invece, è sepolta al cimitero di Pollone.
 Poetessa e memorialista, raccontò in numerosi libri, usciti con prefazioni di personaggi quali Giovanni Papini e Giorgio La Pira, la vita e le opere del fratello Pier Giorgio, pubblicandone anche le Lettere (Roma, Studium, 1950, con prefazione di Luigi Sturzo; ristampa, Milano, Vita e Pensiero, 1995).

## Opere principali
- In ogni sera, Milano, Garzanti, 1947
- Il destino passa per Varsavia, Bologna, Cappelli, 1949; ristampa con prefazione di Renzo De Felice, Milano, Bompiani, 1985
- Stanco viaggio, Torino, Francesco De Silva, 1951
- Poemes, Paris, Les editions de minuit, 1957; ristampa, Paris, Seghers, 1964
- Torino com'era: 1880-1915, Losanna, Impr. Centrale, 1958; nuova edizione Turin 1861-1915, Torino, Fratelli Pozzo-Salvati-Gros Monti, 1961
- Genova come era: 1870-1915, edizione fuori commercio di 1000 esemplari numerati, con introduzione di Eugenio Montale, Genova, legatoria Torriani, 1960; ristampa, Genova, Cassa di risparmio di Genova e Imperia, 1987
- Ultime sette: poesie, Torino, Bottega d'Erasmo, 1965
- Il maestro: Arturo Toscanini e il suo mondo, Torino, Bottega d'Erasmo, 1967
- All'ombra delle cose: poesie, Bologna, Cappelli, 1969
- Un uomo, un giornale: Alfredo Frassati, 6 volumi, Roma, Edizioni di storia e letteratura, 1978-1982
- Echi, Milano, All'insegna del pesce d'oro, 1987
- Sole in miniera, presentazione di Carlo Bo, Genova, Marietti, 1988
- Antologia di una vita, Parma, Guanda, 1992
- Frassati, l'inventore della Stampa, a cura di Alberto Sinigaglia, Torino, Aragno, 2011

## Onorificenze
- Ordine al Merito della Repubblica di Polonia, (1993)[4]